# Honduras na Letnich Igrzyskach Olimpijskich 1992
Honduras na Letnich Igrzyskach Olimpijskich 1992 reprezentowało 10 zawodników: siedmiu mężczyzn i trzy kobiety. Był to 5 start reprezentacji Hondurasu na letnich igrzyskach olimpijskich.

## Skład kadry

### Lekkoatletyka
Mężczyźni
- Jaime Zelaya

bieg na 100 m – odpadł w eliminacjach,
bieg na 200 m – odpadł w eliminacjach,
- Polin Belisle – maraton – nie ukończył biegu,
- Luis Flores – trójskok – 42. miejsce,
- Jorge Flores – dziesięciobój – 28. miejsce,

### Pływanie
Kobiety
- Ana Fortin

50 m stylem dowolnym – 45. miejsce,
100 m stylem dowolnym – 46. miejsce,
100 m stylem grzbietowym – 44. miejsce,
200 m stylem grzbietowym – 43. miejsce,
100 m stylem motylkowym – 47. miejsce,
200 m stylem zmiennym – 39. miejsce,
- Claudia Fortin

200 m stylem dowolnym – 33. miejsce,
400 m stylem dowolnym – 31. miejsce,
800 m stylem dowolnym – 22. miejsce,
200 m stylem motylkowym – 31. miejsce,
200 m stylem zmiennym – 34. miejsce,
400 m stylem zmiennym – 31. miejsce,
Mężczyźni
- Plutarco Castellanos

50 m stylem dowolnym – 55. miejsce,
100 m stylem dowolnym – 57. miejsce,
200 m stylem dowolnym – 43. miejsce,
100 m stylem motylkowym – 57. miejsce,
200 m stylem zmiennym – 46. miejsce,
- Salvador Jiménez

100 m stylem grzbietowym – 49. miejsce,
200 m stylem grzbietowym – 41. miejsce,
100 m stylem motylkowym – 67. miejsce,

### Podnoszenie ciężarów
Mężczyźni
- Osman Manzanares – waga do 60 kg – 29. miejsce,

### Szermierka
Kobiety
- Elvia Reyes – floret indywidualnie – 45. miejsce,